# Elis Bakaj
Elis Bakaj est un footballeur international albanais, né le 25 juin 1987 à Tirana. Il évolue au poste de milieu offensif.

## Biographie

### Équipe d'Albanie
Le 21 novembre 2007, Elis Bakaj fait ses débuts avec l'équipe nationale albanaise en remplaçant Erjon Bogdani à la 83e minute lors du match de qualification pour l'Euro 2008 face à la Roumanie (défaite 6-1). 
Régulièrement convoqué par la suite, il a notamment participé aux éliminatoires de la Coupe du monde 2010 et aux éliminatoires de l'Euro 2012. Cependant, il est souvent remplaçant.
Elis Bakaj a marqué son premier but international le 22 mai 2012 durant le match amical face au Qatar.

## Palmarès

### En club
Partizan Tirana
- Vainqueur de la Supercoupe d'Albanie en 2004

 Dinamo Tirana
- Champion d'Albanie en 2010

 Dinamo Brest
- Vainqueur de la Supercoupe de Biélorussie en 2020.

1. ↑  Bien qu'il ait participé au parcours victorieux du Partizan Tirana durant l'édition 2004 de la Coupe d'Albanie, Bakaj n'a pas disputé la finale de cette coupe.

### Distinctions individuelles
- Meilleur joueur du championnat albanais en 2009[5] et 2010[6]

## Statistiques

### Statistiques détaillées par saison
Le tableau ci-dessous récapitule les statistiques en match officiel de Elis Bakaj :
| Saison                | Club                  | Championnat           | Championnat | Championnat | Coupe(s) nationale(s) | Coupe(s) nationale(s) | Compétition(s) continentale(s) | Compétition(s) continentale(s) | Compétition(s) continentale(s) | Total | Total |
| Saison                | Club                  | Division              | M.          | B.          | M.                    | B.                    | Comp.                          | M.                             | B.                             | M.    | B.    |
| 2003-2004             | Partizan Tirana       | Superliga             | 8           | 0           | 2                     | 2                     | CI                             | 2                              | 0                              | 12    | 2     |
| 2004-2005             | Partizan Tirana       | Superliga             | 32          | 1           | 1                     | 0                     | C3                             | 2                              | 0                              | 35    | 1     |
| 2005-2006             | Partizan Tirana       | Superliga             | 26          | 3           | 1                     | 1                     | -                              | -                              | -                              | 27    | 4     |
| 2006-2007             | Partizan Tirana       | Superliga             | 29          | 5           | 3                     | 3                     | CI                             | 2                              | 1                              | 34    | 9     |
| 2007-2008             | Partizan Tirana       | Superliga             | 29          | 12          | 2                     | 2                     | -                              | -                              | -                              | 31    | 14    |
| 2008-2009             | Partizan Tirana       | Superliga             | 12          | 2           | 2                     | 1                     | C3                             | 2                              | 0                              | 16    | 3     |
| 2008-2009             | Dinamo Tirana         | Superliga             | 13          | 4           | 1                     | 0                     | -                              | -                              | -                              | 14    | 4     |
| 2009-2010             | Dinamo Tirana         | Superliga             | 29          | 15          | 3                     | 1                     | C3                             | 2                              | 0                              | 34    | 16    |
| 2010-2011             | Dinamo Tirana         | Superliga             | 16          | 11          | 2                     | 4                     | C1                             | 1                              | 0                              | 19    | 15    |
| 2010-2011             | Dinamo Bucarest       | Liga I                | 16          | 4           | 3                     | 0                     | -                              | -                              | -                              | 19    | 4     |
| 2011-2012             | Dinamo Bucarest       | Liga I                | 11          | 1           | 2                     | 0                     | C3                             | 1                              | 0                              | 14    | 1     |
| 2011-2012             | Tchornomorets         | Premier Liga          | 10          | 3           | 1                     | 1                     | -                              | -                              | -                              | 11    | 4     |
| 2012-2013             | Tchornomorets         | Premier Liga          | 19          | 5           | 2                     | 1                     | -                              | -                              | -                              | 21    | 6     |
| 2013-2014             | Tchornomorets         | Premier Liga          | 4           | 1           | 2                     | 1                     | C3                             | 3                              | 0                              | 9     | 2     |
| 2013-2014             | FK Kukësi             | Superliga             | -           | -           | -                     | -                     | -                              | -                              | -                              | 0     | 0     |
| Total sur la carrière | Total sur la carrière | Total sur la carrière | 254         | 67          | 27                    | 17                    | -                              | 15                             | 1                              | 296   | 85    |

### But international
| No | Date        | Lieu                               | Adversaire | Résultat | Compétition  |
| -- | ----------- | ---------------------------------- | ---------- | -------- | ------------ |
| 1  | 22 mai 2012 | Stade de Vallecas, Madrid, Espagne | Qatar      | 2-1      | Match amical |